# Coppa del Mondo di rugby 2015
La Coppa del Mondo di rugby 2015 (in inglese 2015 Rugby World Cup) fu l'8ª edizione della Coppa del Mondo di rugby, massima competizione internazionale di rugby a 15 organizzata da World Rugby.
Nei logo ufficiali della competizione figura ancora l'acronimo dell'International Rugby Board, IRB, perché il suo cambio di nome in World Rugby avvenne nel 2014 a stadio già avanzato di organizzazione del torneo.
Si tenne dal 18 settembre al 31 ottobre 2015 in Inghilterra e tecnicamente fu la quarta edizione a svolgersi in un solo Paese, il Regno Unito, anche se una delle sedi, il Millennium Stadium di Cardiff, in Galles, era esterna alla giurisdizione della federazione inglese organizzatrice.
Il torneo fu ospitato da 13 stadi su 11 città, una delle quali, la capitale Londra, da sola ne mise a disposizione tre.
A laurearsi campione del mondo fu la Nuova Zelanda, alla sua seconda affermazione consecutiva dopo quella di quattro anni prima in casa propria, e terza assoluta considerando la Coppa del Mondo 1987: con tale vittoria divenne la squadra dal palmarès più ricco della competizione e la prima a raggiungere i tre titoli mondiali.
Gli All Blacks batterono in finale l'Australia per 34-17, mentre a livello statistico l'Inghilterra stabilì un doppio record negativo, sia per essere stata la prima squadra di casa a non avanzare ai play-off che per aver subìto per la prima volta l'eliminazione nella fase a gironi.
Ancora, fu la prima Coppa del Mondo in cui nessuna squadra dell'Emisfero Nord raggiunse le semifinali; passò anche alla storia come l'edizione con il più clamoroso sconvolgimento di pronostico nella storia del torneo, quando il Giappone sconfisse il Sudafrica nella prima partita di entrambe nella fase a gironi.
Dal punto di vista dell'affluenza registrò un record di circa due milioni e mezzo di spettatori sugli spalti.
Il valore delle marcature, come stabilito dall’IRFB nel 1992, era: 5 punti per ciascuna meta (7 se trasformata), 3 punti per la realizzazione di ciascun calcio piazzato, idem per il drop.

## Storia

### L'organizzazione
Il 15 agosto 2008 l'IRB sollecitò ufficialmente la presentazione delle manifestazioni d'interesse all'organizzazione delle edizioni di Coppa del Mondo del 2015 e del 2019.
L'invito riscosse la maggior adesione mai verificatasi prima d'allora: dieci federazioni, infatti, si dichiararono interessate a ospitare la manifestazione.
Alle più o meno prevedibili Australia, Galles, Inghilterra, Irlanda, Italia, Scozia e Sudafrica si aggiunse il Giappone, già candidato per il 2011, e anche Giamaica e Russia, benché queste ultime due in particolare avessero chiarito che la loro candidatura era relativa al solo 2019.
Un'ulteriore manifestazione d'interesse, quella dell'Argentina, fu ritenuta probabile a inizio 2008, prima dell'invito ufficiale, ma mai formalizzata.
Delle dieci potenziali candidate, la Giamaica si ritirò dopo neppure un mese, e la Russia la seguì a febbraio 2009 per portare avanti la candidatura alla Coppa del Mondo di rugby a 7 2013, successivamente assegnatale.
Delle otto federazioni rimaste in lizza, Australia e Irlanda (quest'ultima comunque interessata solo a un ruolo di co-organizzatrice insieme al resto delle Isole Britanniche) abbandonarono il campo nella primavera 2009 per difficoltà finanziarie che non permettevano loro di rispettare i requisiti stabiliti dall'IRB, la quale si riservava una quota minima di spettanza di 80 milioni di sterline dall'evento indipendentemente dal risultato economico; in particolare, un'ulteriore motivazione al ritiro australiano era la presa d'atto che l'Oceania, dopo l'assegnazione della Coppa 2011 alla Nuova Zelanda, non avrebbe organizzato due edizioni consecutive di torneo.
Una volta ritiratasi l'Irlanda, anche la Scozia, rimasta senza partner per ospitare congiuntamente la Coppa, e anch'essa disincentivata dalla richiesta dell'IRB di un minimo di 80 milioni di sterline di ritorno, annunciò di non avere più interesse all'organizzazione del torneo; di conseguenza anche il Galles si ritirò dalla gara prima ancora di presentare un progetto legato alla candidatura lasciando la sola Inghilterra in rappresentanza delle Isole britanniche a concorrere per l'organizzazione; lo stesso Galles tuttavia si dichiarò disponibile a ospitare incontri in cambio del sostegno alla candidatura inglese, offerta accettata dalla Rugby Football Union con l'inserimento del Millennium Stadium tra le strutture scelte per accogliere le gare del torneo ad assegnazione eventualmente ottenuta.
Le candidature ufficialmente presentate l'8 maggio 2009 al consiglio dell'IRB furono quindi quattro: la citata Inghilterra, il Giappone, l'Italia e il Sudafrica.
La candidatura inglese includeva alcune sedi storiche del calcio come Old Trafford a Manchester e Wembley a Londra, oltre a menzionare Millennium Stadium nel rispetto del patto con i gallesi.
Quella del Giappone si proponeva, a detta della JRU, di allargare l'evento a tutta l'Asia orientale, tanto che in fase di redazione del piano da sottoporre all'IRB si ventilava l'ipotesi di giocare alcuni incontri a Hong Kong e a Singapore.
La Federazione Italiana Rugby intendeva proseguire la tendenza di portare la Coppa del Mondo ai Paesi non anglosassoni dopo l'esperienza in Francia del 2007 nonché allargare la base nazionale di praticanti; il suo piano prevedeva l'organizzazione su nove sedi in Italia, tra cui Roma, Milano, Napoli e Torino con i suoi maggiori impianti calcistici, più il Vélodrome a Marsiglia, in Francia.
Anche il Sudafrica presentò una candidatura per una delle due edizioni in palio, e annunciò di voler usare le sedi già costruite per l'allora imminente campionato mondiale di calcio che il Paese avrebbe ospitato un anno più tardi.
Il 28 luglio 2009 l'IRB ufficializzò le designazioni dei Paesi ospitanti: per l'edizione 2015 affidò l'organizzazione del torneo all'Inghilterra, mentre per il 2019 il Paese prescelto fu il Giappone.
A dicembre 2010 il presidente del comitato organizzatore Andy Cosslet designò Paul Vaughan, ex tesoriere capo della RFU, ad amministratore delegato, e partirono i lavori e le negoziazioni per assicurarsi le sedi ove svolgere il torneo.
Obbligata la scelta di Twickenham per Londra, gli altri due impianti della capitale su cui l'interesse si posò furono lo stadio olimpico, costruito per gli allora imminenti Giochi del 2012, e Ashburton Grove, il nuovo stadio di calcio dell'Arsenal.
Oltre al citato Old Trafford a Manchester fu preso in considerazione anche Anfield, storico impianto interno del Liverpool.
Il 15 maggio 2012 furono ufficializzate le date di inizio e fine del torneo e la designazione di Twickenham come sede della finale.
A settembre 2012 Paul Vaughan lasciò l'incarico e il suo posto fu preso dall'ex tennista, e direttrice sportiva del comitato organizzatore delle olimpiadi londinesi, Debbie Jevans; gli addetti ai lavori dubitarono della spontaneità di tali dimissioni, alla luce del fatto che le appena terminate olimpiadi erano state un successo, in termini di pubblico e incassi, che aveva alzato di molto lo standard organizzativo di una competizione di largo richiamo tanto da mettere a rischio le possibilità che la Coppa del Mondo potesse replicare tali risultati e spingere Federazione e altri soggetti economicamente interessati a cambiare la guida operativa del comitato e ad affidarlo proprio a Debbie Jevans.
Il 3 maggio 2013, un anno dopo l'ufficializzazione delle date del torneo, furono comunicate le sedi scelte per ospitarne i 48 incontri: Londra confermò Twickenham e lo stadio olimpico, ma la scelta del terzo impianto cadde sul nuovo stadio di Wembley, normalmente dedicato al calcio, sia di club che internazionale; anche Manchester fu designata, ma non con l'Old Trafford bensì con il City of Manchester Stadium.
Venuta meno l'opzione Liverpool, la scelta ricadde su Birmingham con il Villa Park, di proprietà dell'Aston Villa; Leicester, a differenza del 1991 e del 1999 in cui fu presente con Welford Road, ospitò i propri incontri al Leicester City Stadium, anch'esso impianto principalmente dedito alla palla rotonda; altri stadi calcistici designati furono Elland Road a Leeds, St James' Park a Newcastle upon Tyne, il Brighton Community Stadium e lo Stadium MK di Milton Keynes.
Stadi di rugby, invece, erano Sandy Park ad Exeter e Kingsholm a Gloucester, oltre al Millennium Stadium a Cardiff, unico impianto fuori dall'Inghilterra.
A fine marzo 2015 anche Jevans si dimise dal suo incarico, adducendo ragioni personali alla base della sua decisione.
Al momento della sua uscita dal comitato organizzatore, erano stati pre-venduti quasi 1,9 milioni di biglietti dei 2,3 totali.
Al posto di Jevans fu nominato, per i rimanenti sette mesi di attività del comitato organizzatore, il direttore finanziario della RFU Stephen Brown.

### Il torneo

Localizzazione dei Paesi qualificati alla Coppa del Mondo 2015

Confermata la formula a 20 squadre, l'IRB fissò a marzo 2012 i criteri per stabilire le fasce di merito da utilizzare per il sorteggio dei gironi: le 12 squadre direttamente qualificate (ovvero le migliori tre di ogni girone dell'edizione di Coppa del Mondo 2011) occuparono le prime tre fasce di merito per ordine di ranking al giorno del sorteggio (le quattro migliori in prima fascia, le quattro immediatamente successive in seconda fascia e le ultime quattro in terza fascia); la prima qualificata di Europa e Americhe nonché la qualificata di Oceania e Asia furono assegnate alla quarta fascia e, infine, la seconda europea e americana, la qualificata africana e la vincitrice del ripescaggio in quinta fascia.
Ogni girone avrebbe contenuto una squadra per ogni fascia.
Il sorteggio si tenne a Londra il 3 dicembre 2012, a qualificazioni ancora in atto, per cui erano note solo le tre squadre già qualificate di ogni girone.
Il girone A, quello dell'Inghilterra, fu subito ribattezzato il girone della morte vista la contemporanea presenza di Australia e Galles, che implicava che una di esse avrebbe raggiunto i quarti di finale; insieme alle tre citate furono sorteggiate Oceania 1 (che si rivelò essere Figi) e Ripescaggi (successivamente appannaggio dell'Uruguay).
Il girone B mise di fronte le tre qualificate dirette Sudafrica, Scozia e Samoa e le uscenti di Asia 1 (Giappone) e Americhe 2 (Stati Uniti).
La Nuova Zelanda campione uscente fu testa di serie del girone C che vedeva, oltre alle altre due qualificate Argentina e Tonga, la vincitrice dello slot riservato alla migliore africana (successivamente rivelatasi essere la Namibia) e alla prima delle europee (Georgia).
Infine il girone D, di fatto un Sei Nazioni in sedicesimo, con Francia, Irlanda e Italia ad attendere la seconda delle europee (Romania) e la migliore delle americane (Canada).
Nel 2014 l'IRB cambiò nome in World Rugby, ma l'organismo di governo della disciplina si premurò di render noto che i marchi apposti sulle competizioni già organizzate o ancora in essere non sarebbero stati modificati, ragion per cui il vecchio logo IRB rimase su tutte le presentazioni ufficiali e gli articoli di merchandising della Coppa del Mondo.

#### La fase a gironi

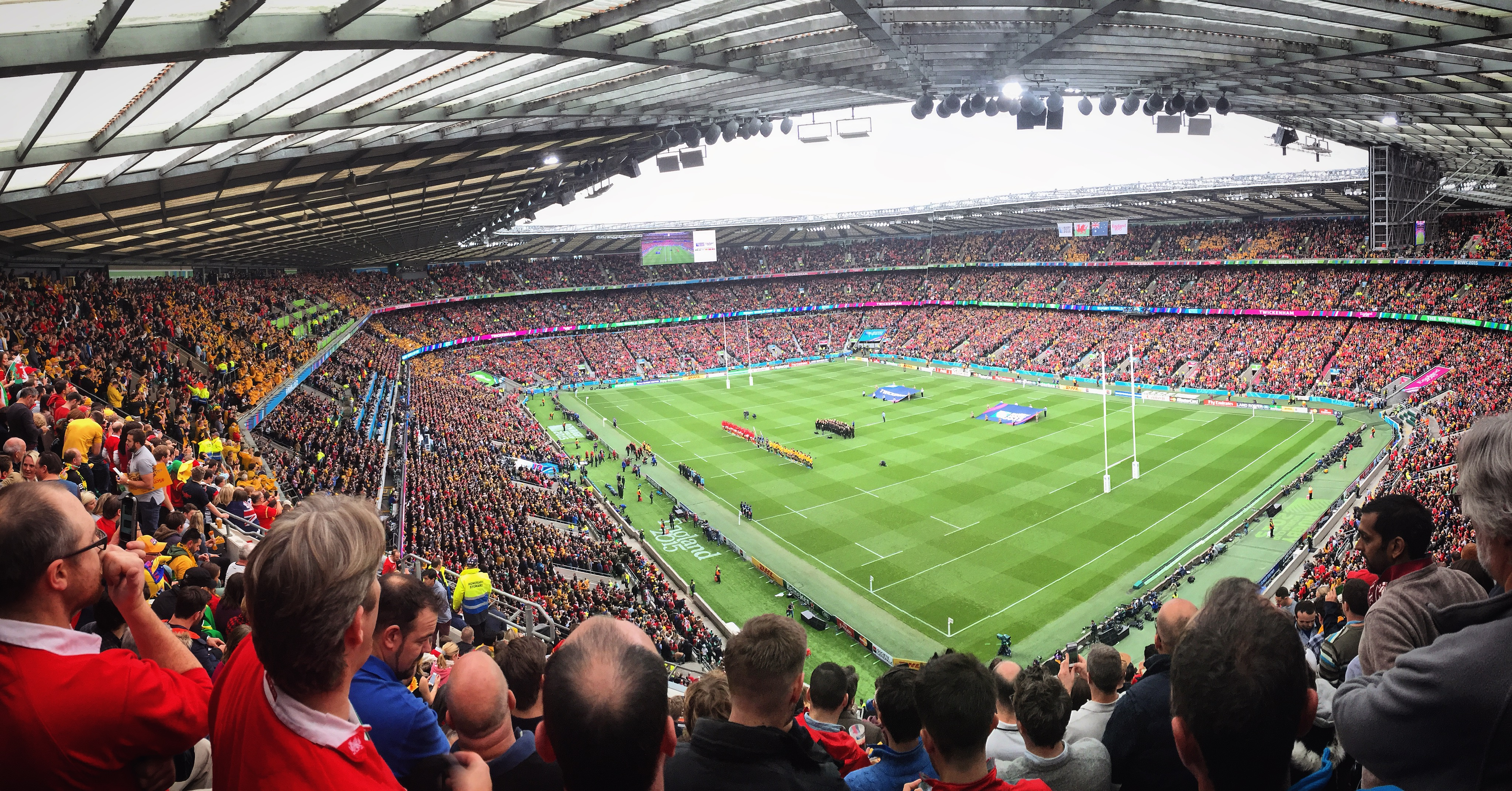
Gli schieramenti di e a Twickenham

Come detto, il raggruppamento A dell'Inghilterra fu chiamato dalla stampa «il girone della morte» perché una delle tre squadre del Top Tier di World Rugby avrebbe fatto compagnia alle due più indiziate di eliminazione Figi e Uruguay.
Nonostante la vittoria, peraltro giudicata non convincente, per 35-11 su Figi nella gara d'apertura del torneo, furono proprio gli inglesi a compromettere gravemente il loro percorso perdendo 25-28 la seconda partita del proprio girone contro il Galles.
La successiva vittoria gallese su Figi per 23-13 lasciava all'Inghilterra la sola opzione di battere l'Australia per passare il turno, ma tale eventualità non si concretizzò: gli Wallabies vinsero 33-13 procurando ai padroni di casa una clamorosa eliminazione: prima di allora, infatti, né la squadra del Paese organizzatore in generale, né la stessa Inghilterra in particolare, erano mai uscite dal torneo dopo la fase a gironi.
Percorso netto per l'Australia invece che, battendo 15-6 il Galles nell'ultima gara, vinse il girone con 4 successi e mandò i suoi avversari ai quarti di finale da seconda classificata.

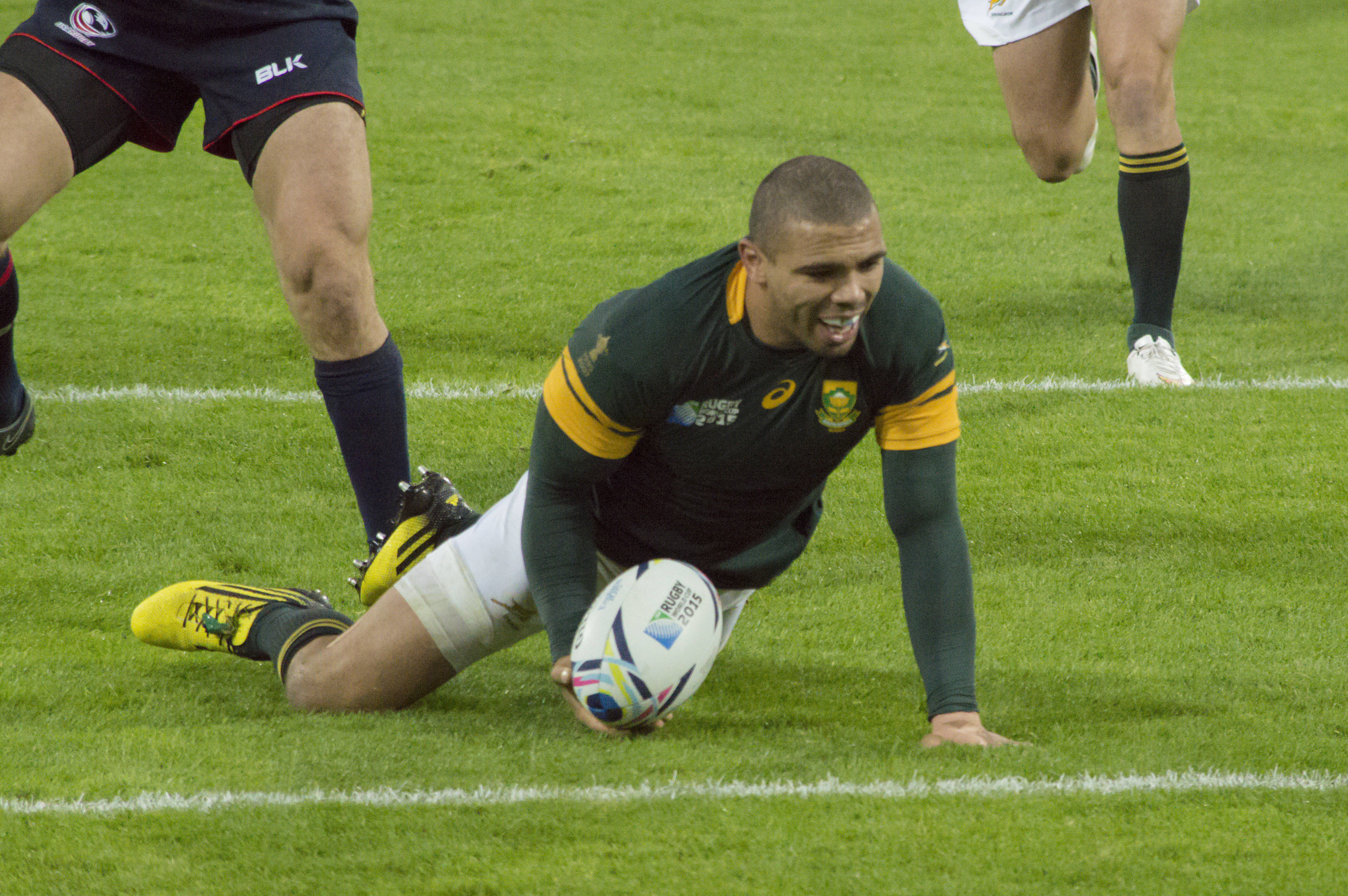
Il sudafricano Bryan Habana realizza contro gli una delle mete del suo hat trick

Nel girone B, l'incontro d'apertura a Brighton tra Sudafrica e Giappone costituì quella che a posteriori fu definita una delle maggiori sorprese nella storia del rugby a 15: gli sfavoritissimi asiatici, che dal 1991 non facevano propria una partita del torneo, emersero vincitori per 34-32 grazie a una meta di Karne Hesketh all'ultimo minuto, non solo imponendosi prepotentemente alla ribalta internazionale ma anche avanzando una seria candidatura al passaggio del turno; la vittoria del Giappone, quotato campione mondiale 2000:1 dagli allibratori, fu definita «miracolosa» dalla BBC e «uno dei più clamorosi rovesciamenti di pronostico» dal Guardian.
L'impresa di Brighton fu virtualmente vanificata dalla sconfitta a Gloucester contro la Scozia per 10-45 quattro giorni più tardi: la squadra fu in partita solo per i primi 40 minuti poi la stanchezza ebbe il sopravvento.

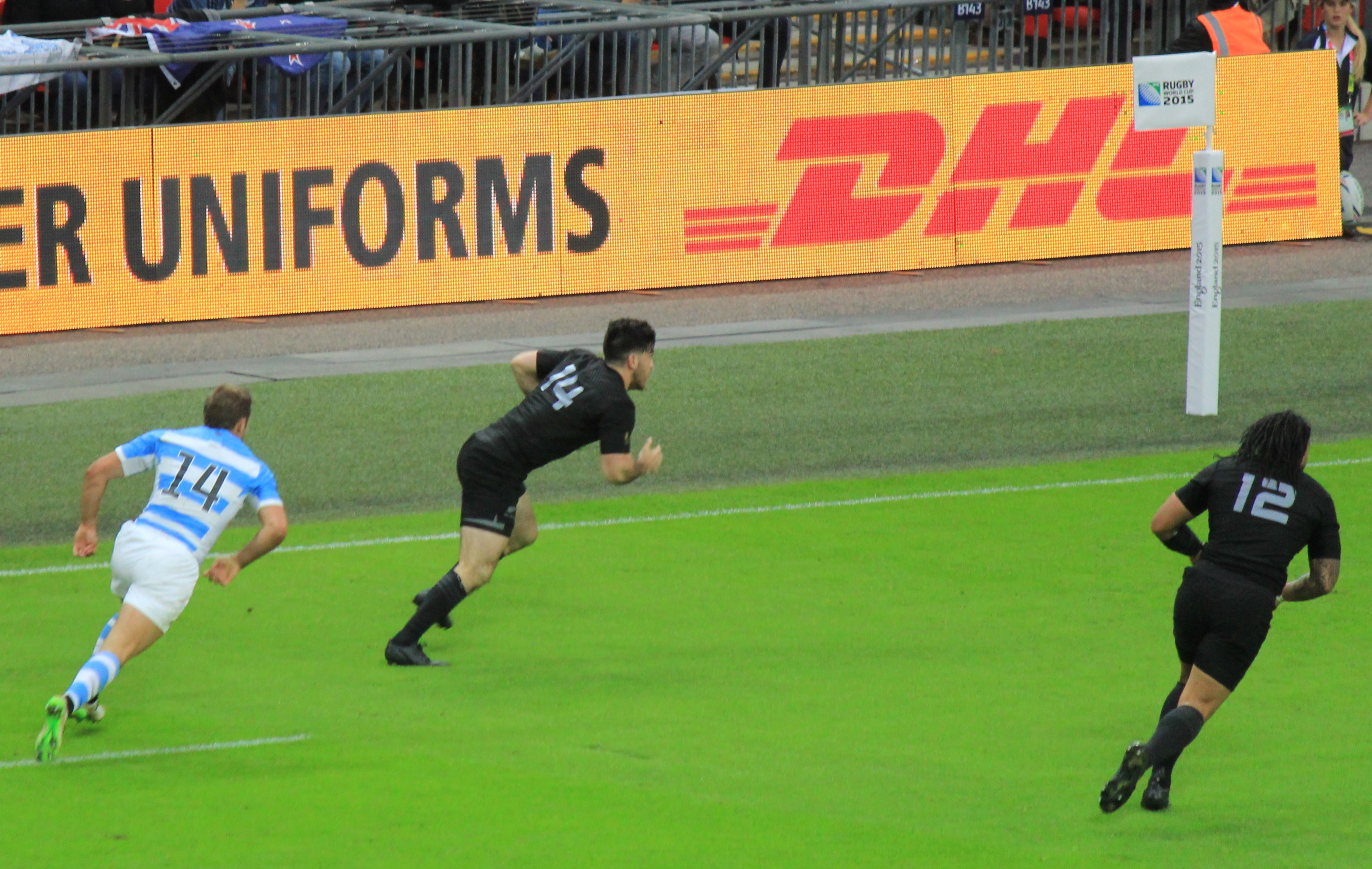
L’All Black Nehe Milner-Skudder corre verso la linea di meta inseguito dal suo collega di ruolo argentino Santiago Cordero, mentre Ma’a Nonu osserva

Il commissario tecnico del Giappone, l'australiano Eddie Jones, pur avendo preannunciato che non si sarebbe lamentato in alcun caso dello scarso tempo di recupero (96 ore) per affrontare una Scozia che nella prima giornata aveva riposato, espresse per il futuro l'auspicio che ogni squadra potesse contare su almeno sei giorni di intervallo tra un incontro e il successivo.
Con tre vittorie consecutive il Sudafrica riuscì a prendere la testa del girone, e il secondo posto utile fu appannaggio degli scozzesi nonostante la tenuta del Giappone, vincitore anch'esso dei suoi due incontri successivi, contro Samoa e Stati Uniti, benché senza punto di bonus, che gli valsero non più che il terzo posto, superfluo ai fini della qualificazione all'edizione 2019 in quanto già ammessovi come Paese organizzatore.
Per la prima volta una squadra con tre vittorie nel girone rimase esclusa dai play-off.
Di fatto nessuna sorpresa nel girone C della Nuova Zelanda, benché l'Argentina si fosse impegnata per tentare di assicurare alla storia del torneo un'altra vittima eccellente: alla fine del primo tempo dell'incontro d'esordio di All Blacks e Pumas, i sudamericani conducevano 13-12 in un Wembley gremito, ma un'accelerazione a metà ripresa degli uomini in maglia nera portò in meta Aaron Smith e Sam Cane per il ribaltamento del punteggio e la vittoria finale 26-16, a posteriori la loro unica affermazione senza punto di bonus nel girone.
Con la vittoria nella terza giornata di gare su Tonga, il più pericoloso antagonista al posto utile per la qualificazione, l'Argentina mise virtualmente in cassaforte il passaggio ai quarti di finale, poi ufficializzato una settimana più tardi con la vittoria sulla Namibia.
Nel girone D, che vedeva in campo quattro europee più il Canada, la sconfitta italiana nella prima gara contro la Francia per 10-32 obbligò gli Azzurri a non sbagliare gara già dall'impegno successivo contro i nordamericani, al fine di avere un punteggio in classifica sufficiente per giocarsi contro l'Irlanda le speranze di qualificazione: contro il Canada l'Italia vinse 23-18 con solo due mete e una prestazione giudicata deficitaria.
Di tutt'altro tenore fu, invece, la prova allo stadio olimpico di Londra contro gli irlandesi: un'Italia migliorata in mischia e sotto il profilo della disciplina riuscì a tenere la partita aperta anche se alcuni errori minimi vanificarono le possibilità di vittoria, che arrise agli avversari per 16-9.
Mentre l'Italia si assicurava matematicamente terzo posto nel girone e qualificazione battendo la Romania a Exeter, a Cardiff l'Irlanda batteva la Francia vincendo il girone e mandando i Bleus ai quarti di finale da seconda classificata contro la Nuova Zelanda

#### Iplay-off
Se quattro anni prima la fase a eliminazione tenne separati i due Emisferi fino alla finale, nel 2015 la casualità del sorteggio fece sì che ogni quarto di finale vedesse contrapposte una compagine boreale (Francia, Galles, Irlanda e Scozia) e una australe (Argentina, Australia, Nuova Zelanda e Sudafrica).
Nel pomeriggio del 17 ottobre fu di scena a Twickenham il primo quarto tra Sudafrica e Galles: i britannici, senza timore reverenziale verso gli Springbok pretendenti al titolo, reagirono ai primi punti da questi ultimi realizzati e si portarono in vantaggio, con Dan Biggar eroe di giornata con 14 punti (tre piazzati, un drop e una trasformazione); una meta nel finale, quando il Galles conduceva 19-16, ribaltò il punteggio senza più tempo per recuperare e mandò il Sudafrica a occupare il primo slot di semifinale.
Senza storia, invece, il secondo quarto di finale disputato quella sera stessa a Cardiff: la Nuova Zelanda inflisse alla Francia una pesantissima sconfitta 62-13 al termine di una partita di fatto senza storia, in cui i Bleus avevano manifestato un minimo di resistenza solo nel primo tempo chiuso 13-29, ma i cui limiti di squadra attraversata da tensioni interne emersero fragorosamente nella ripresa, quando gli All Blacks misero a segno un parziale di 33 punti a zero (9 mete totali a una fu il conteggio finale), infliggendo loro quella che il quotidiano francese l'Équipe definì senza eufemismi «un'umiliazione».

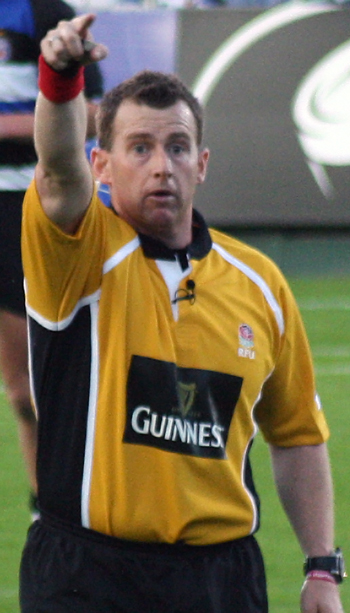
L'arbitro gallese Nigel Owens, direttore della gara di finale

Il giorno dopo, ancora a Cardiff, i Pumas argentini si resero autori di una partenza-shock infliggendo all'Irlanda un 17-0 nei primi 13 minuti di gioco che condizionò il resto dell'incontro; dopo un primo tempo chiuso in vantaggio 20-10, i sudamericani segnarono altre due volte nella ripresa e si imposero 43-20.
Più tardi, a Londra, la Scozia andò a un passo dall'eliminare l'Australia dal torneo: dopo una fuga iniziale degli Wallabies, cui gli scozzesi risposero subito chiudendo in vantaggio il primo tempo, nella ripresa l'incontro subì un break a circa 10' dalla fine quando l'Australia si portò sul 32-27, ma una meta trasformata di Mark Bennett al 74' portò la Scozia in vantaggio di due punti sul 34-32.
A tempo scaduto, tuttavia, l'arbitro sudafricano Craig Joubert chiamò erroneamente un fuorigioco su una touche persa dagli scozzesi (la stessa World Rugby stabilì il giorno dopo che la decisione corretta avrebbe dovuto essere una mischia a favore dei britannici) e concesse un calcio piazzato che Bernard Foley trasformò ribaltando il punteggio e dando agli Wallabies la vittoria finale 35-34.
Tale esito significò che per la prima volta nella storia della Coppa del Mondo l'intero Emisfero Nord fu eliminato prima di raggiungere le semifinali.
Twickenham fu teatro di entrambe le semifinali: nella prima di esse, giocata nel penultimo sabato della competizione, la Nuova Zelanda venne a capo di una difficile partita contro il Sudafrica che, pur senza marcare alcuna meta, nel primo tempo ribaltò con 4 calci di Handré Pollard la meta (trasformata) di Jerome Kaino in apertura d'incontro e chiuse la frazione in vantaggio per 12-7.
Nella ripresa non bastarono di nuovo Pollard e Patrick Lambie, perché gli All Blacks andarono a segno con Beauden Barrett (meta trasformata) e Dan Carter, che al piede mise a segno altri 6 punti a parte la trasformazione, per un totale di 20-18 sufficiente a permetterle di difendere il titolo conquistato quattro anni prima; fu la terza volta, dopo l'Australia nel 2003 e l'Inghilterra nel 2007, che la squadra campione uscente riusciva a raggiungere la finale.
Relativamente facile, invece, il compito per l'Australia nella semifinale del giorno successivo: tre mete nella prima mezz'ora di gioco scavarono il solco con i Pumas, sotto di 10 punti all'intervallo.
Nel secondo tempo il divario aumentò grazie all'uomo di giornata Adam Ashley-Cooper, autore di tre mete, e il finale fu di 29-15 per gli Wallabies.
La partita di consolazione allo stadio olimpico di Londra tra Sudafrica e Argentina, più del risultato, aveva come motivo d'interesse l'interrogativo se lo Springbok Bryan Habana, al suo ultimo mondiale, avrebbe staccato Jonah Lomu e si sarebbe issato a capolista solitario della classifica dei marcatori di mete del torneo: così non fu perché le marcature della sua squadra giunsero da Pietersen ed Etzebeth e il Sudafrica vinse 24-13 una partita dominata nel primo tempo 16-0 e poi gestita nella ripresa, in cui l'unica meta dei Pumas giunse a tempo scaduto.
L'ultimo atto si tenne a Twickenham il pomeriggio del 31 ottobre, per la prima volta tra due squadre bicampioni: la vincitrice sarebbe stata la prima ad aggiudicarsi tre Coppe del Mondo.
La Nuova Zelanda aggredì subito l'incontro, lasciando agli australiani un solo calcio franco tra i pali nel tabellino nella prima frazione di gioco, dominato 16-3 grazie a una meta (trasformata) di Milner-Skudder e 9 altri punti al piede di Dan Carter; a inizio ripresa il distacco si allungò fino a 21-3 grazie a una meta di Ma'a Nonu.
Dopo meno di un quarto d'ora del secondo tempo l'espulsione temporanea di Ben Smith da parte del gallese Nigel Owens ridiede spunto agli Wallabies per riportarsi sotto: un minuto dopo la superiorità numerica, infatti, David Pocock andò in meta e circa 10 minuti più tardi l'analoga segnatura di Tevita Kuridrani accorciò le distanze a 4 punti, 17-21.
A quel punto, con un drop Dan Carter riportò la Nuova Zelanda avanti di sette punti e sei minuti più tardi, con un calcio franco, il distacco tornò a 10 punti.
Nel finale una meta di Beauden Barrett suggellò lo score sul 34-17 per gli All Blacks che significò la conquista del terzo titolo del mondo, prima squadra ad averne vinti due consecutivi.

## Squadre qualificate
| Fase                   | Africa                                 | Americhe                                         | Asia                | Europa | Oceania | Ripescaggi             |
| ---------------------- | -------------------------------------- | ------------------------------------------------ | ------------------- | --- | --- | ---------------------- |
| Ammissioni automatiche | - Sudafrica (quartifinalista CdM 2011) | - Argentina (quartifinalista CdM 2011)           |                     | - Francia (finalista CdM 2011) - Galles (semifinalista CdM 2011) - Italia (3º girone C CdM 2011) - Inghilterra (quartifinalista CdM 2011) - Irlanda (quartifinalista CdM 2011) - Scozia (3º girone B CdM 2011) | - Australia (semifinalista CdM 2007) - Nuova Zelanda (campione uscente) - Samoa (3º girone D CdM 2011) - Tonga (3º girone A CdM 2011) |                        |
| Qualificazioni         | - Namibia (Africa 1)                   | - Canada (Americhe 1) - Stati Uniti (Americhe 2) | - Giappone (Asia 1) | - Georgia (Europa 1) - Romania (Europa 2) | - Figi (Oceania 1) | - Uruguay (Ripescaggi) |

## Impianti
| Città               | Impianto                   | Capacità | Incontri |
| ------------------- | -------------------------- | -------- | -------- |
| Birmingham          | Villa Park                 | 42788    | 2        |
| Brighton            | Brighton Community Stadium | 30700    | 2        |
| Cardiff             | Millennium Stadium         | 74500    | 8        |
| Exeter              | Sandy Park                 | 12500    | 3        |
| Gloucester          | Kingsholm                  | 16500    | 4        |
| Leeds               | Elland Road                | 37900    | 2        |
| Leicester           | Leicester City Stadium     | 32 262   | 3        |
| Londra              | The Stadium                | 54 000   | 5        |
| Londra              | Twickenham                 | 82 000   | 10       |
| Londra              | Wembley                    | 90000    | 2        |
| Manchester          | City of Manchester Stadium | 56000    | 1        |
| Milton Keynes       | stadiummk                  | 30500    | 3        |
| Newcastle upon Tyne | St James' Park             | 52387    | 3        |

## Formula
Le 20 squadre furono divise in 4 gironi da 5 squadre ciascuna che si affrontarono con il metodo del girone all'italiana.
Il punteggio assegnato fu quello in vigore nel Tri Nations dell'Emisfero Sud: 4 punti per la vittoria, 2 ciascuno per il pareggio e zero per la sconfitta e, in aggiunta a ciò, un punto eventuale alla squadra sconfitta con sette o meno punti nonché un ulteriore punto alla squadra autrice di almeno quattro mete nell'incontro, indipendentemente dal risultato.
In caso di esclusione di una squadra dal torneo (circostanza comunque non verificatasi) il regolamento prevedeva l'annullamento di tutti gli incontri fino ad allora disputati e l'assegnazione di quattro punti a ciascuna delle altre squadre, con riconteggio anche dei punti fatti e subiti.
Le discriminanti in caso di parità in classifica sarebbero state, nell'ordine, il risultato nell'incontro diretto, la differenza punti fatti/subiti, la differenza mete fatte/subite, i punti totali nel girone, le mete totali e, infine, il ranking World Rugby al 12 ottobre 2015.
Le prime due classificate di ogni girone si qualificarono ai play-off e la squadra terza classificata di ogni girone, inoltre, fu automaticamente qualificata alla Coppa del Mondo 2019 al pari delle otto quartifinaliste.
In ordine di abbinamento dal primo al quarto, gli incontri dei quarti di finale furono la vincitrice del girone B contro la seconda del girone A; la vincitrice del girone C contro la seconda del girone D; la vincitrice del girone D contro la seconda del girone C e, infine, la vincitrice del girone A contro la seconda del girone B.
Gli accoppiamenti di semifinale furono predeterminati: le vincitrici delle prime due partite si incontrarono nella prima semifinale, quelle delle altre due partite nella seconda semifinale.
Le squadre vincenti le semifinali si incontrarono per il titolo di campione del mondo, quelle sconfitte per il terzo posto.
Nelle fasi a eliminazione diretta, al fine di determinare la squadra vincitrice, fu istituito un terzo tempo supplementare dopo i due già previsti dal regolamento generale, analogo al golden goal del calcio: la prima squadra che avesse marcato punti avrebbe vinto l'incontro.
In caso di ulteriore parità fu previsto uno spareggio ai calci piazzati: ogni squadra aveva a disposizione 5 calci dalla linea dei 22 metri per realizzare, con 5 giocatori diversi tra quelli in campo al fischio finale, il maggior numero di punti; in caso di parità anche dopo tale serie, si sarebbe proceduto a oltranza un calcio per squadra fino a che, a pari numero di calci, una delle due spareggiasse.
Le quattro partite finali si tennero a Londra: entrambe le semifinali e la finale per il titolo a Twickenham, la finale per il terzo posto allo stadio olimpico.

## Gironi
| Girone A                                            | Girone B                                              | Girone C                                                | Girone D                                        |
| --------------------------------------------------- | ----------------------------------------------------- | ------------------------------------------------------- | ----------------------------------------------- |
| - Australia - Figi - Galles - Inghilterra - Uruguay | - Giappone - Scozia - Stati Uniti - Samoa - Sudafrica | - Argentina - Georgia - Namibia - Nuova Zelanda - Tonga | - Canada - Francia - Irlanda - Italia - Romania |

## Fase a gironi

### Girone A
| Data       | Incontro                | Risultato | Sede          |
| ---------- | ----------------------- | --------- | ------------- |
| 18-9-2015  | Inghilterra ‒ Figi      | 35-11     | Londra        |
| 20-9-2015  | Galles ‒ Uruguay        | 54-9      | Cardiff       |
| 23-9-2015  | Australia ‒ Figi        | 28-13     | Cardiff       |
| 26-9-2015  | Inghilterra ‒ Galles    | 25-28     | Londra        |
| 27-9-2015  | Australia ‒ Uruguay     | 65-3      | Birmingham    |
| 1-10-2015  | Galles ‒ Figi           | 23-13     | Cardiff       |
| 3-10-2015  | Inghilterra ‒ Australia | 13-33     | Londra        |
| 6-10-2015  | Figi ‒ Uruguay          | 47-15     | Milton Keynes |
| 10-10-2015 | Australia ‒ Galles      | 15-6      | Londra        |
| 10-10-2015 | Inghilterra ‒ Uruguay   | 60-3      | Manchester    |

#### Classifica
| Pos | Squadra     | G | V | N | P | PF  | PS  | P±   | BP | PT |
| --- | ----------- | - | - | - | - | --- | --- | ---- | -- | -- |
| A1  | Australia   | 4 | 4 | 0 | 0 | 141 | 35  | 106  | 1  | 17 |
| A2  | Galles      | 4 | 3 | 0 | 1 | 111 | 62  | 49   | 1  | 13 |
| A3  | Inghilterra | 4 | 2 | 0 | 2 | 133 | 75  | 58   | 3  | 11 |
| A4  | Figi        | 4 | 1 | 0 | 3 | 84  | 101 | −17  | 1  | 5  |
| A5  | Uruguay     | 4 | 0 | 0 | 4 | 30  | 226 | −196 | 0  | 0  |

### Girone B
| Data       | Incontro                | Risultato | Sede          |
| ---------- | ----------------------- | --------- | ------------- |
| 19-9-2015  | Sudafrica — Giappone    | 32-34     | Brighton      |
| 20-9-2015  | Samoa — Stati Uniti     | 25-16     | Brighton      |
| 23-9-2015  | Scozia — Giappone       | 45-10     | Gloucester    |
| 26-9-2015  | Sudafrica — Samoa       | 46-6      | Birmingham    |
| 27-9-2015  | Scozia — Stati Uniti    | 39-16     | Leeds         |
| 3-10-2015  | Samoa — Giappone        | 5-26      | Milton Keynes |
| 3-10-2015  | Sudafrica — Scozia      | 34-16     | Newcastle     |
| 7-10-2015  | Sudafrica — Stati Uniti | 64-0      | Londra        |
| 10-10-2015 | Samoa — Scozia          | 33-36     | Newcastle     |
| 11-10-2015 | Stati Uniti — Giappone  | 18-28     | Gloucester    |

#### Classifica
| Pos | Squadra     | G | V | N | P | PF  | PS  | P±   | BP | PT |
| --- | ----------- | - | - | - | - | --- | --- | ---- | -- | -- |
| B1  | Sudafrica   | 4 | 3 | 0 | 1 | 176 | 56  | 120  | 4  | 16 |
| B2  | Scozia      | 4 | 3 | 0 | 1 | 136 | 93  | 43   | 2  | 14 |
| B3  | Giappone    | 4 | 3 | 0 | 1 | 98  | 100 | −2   | 0  | 12 |
| B4  | Samoa       | 4 | 1 | 0 | 3 | 69  | 124 | −55  | 2  | 6  |
| B5  | Stati Uniti | 4 | 0 | 0 | 4 | 50  | 156 | −106 | 0  | 0  |

### Girone C
| Data       | Incontro                  | Risultato | Sede       |
| ---------- | ------------------------- | --------- | ---------- |
| 19-9-2015  | Tonga ‒ Georgia           | 10-17     | Gloucester |
| 20-9-2015  | Nuova Zelanda ‒ Argentina | 26-16     | Londra     |
| 24-9-2015  | Nuova Zelanda ‒ Namibia   | 58-14     | Londra     |
| 25-9-2015  | Argentina ‒ Georgia       | 54-9      | Gloucester |
| 29-9-2015  | Tonga ‒ Namibia           | 35-21     | Exeter     |
| 2-10-2015  | Nuova Zelanda ‒ Georgia   | 43-10     | Cardiff    |
| 4-10-2015  | Argentina ‒ Tonga         | 45-16     | Leicester  |
| 7-10-2015  | Namibia ‒ Georgia         | 16-17     | Exeter     |
| 9-10-2015  | Nuova Zelanda ‒ Tonga     | 47-9      | Newcastle  |
| 11-10-2015 | Argentina ‒ Namibia       | 64-19     | Leicester  |

#### Classifica
| Pos | Squadra       | G | V | N | P | PF  | PS  | P±   | BP | PT |
| --- | ------------- | - | - | - | - | --- | --- | ---- | -- | -- |
| C1  | Nuova Zelanda | 4 | 4 | 0 | 0 | 174 | 49  | 125  | 3  | 19 |
| C2  | Argentina     | 4 | 3 | 0 | 1 | 179 | 70  | 109  | 3  | 15 |
| C3  | Georgia       | 4 | 2 | 0 | 2 | 53  | 123 | −70  | 2  | 10 |
| C4  | Tonga         | 4 | 1 | 0 | 3 | 70  | 130 | −60  | 2  | 6  |
| C5  | Namibia       | 4 | 0 | 0 | 4 | 70  | 174 | −104 | 1  | 1  |

### Girone D
| Data       | Incontro          | Risultato | Sede          |
| ---------- | ----------------- | --------- | ------------- |
| 19-9-2015  | Irlanda ‒ Canada  | 50-7      | Cardiff       |
| 19-9-2015  | Francia ‒ Italia  | 32-10     | Londra        |
| 23-9-2015  | Francia ‒ Romania | 38-11     | Londra        |
| 26-9-2015  | Italia ‒ Canada   | 23-18     | Leeds         |
| 27-9-2015  | Irlanda ‒ Romania | 44-10     | Londra        |
| 1-10-2015  | Francia ‒ Canada  | 41-18     | Milton Keynes |
| 4-10-2015  | Irlanda ‒ Italia  | 16-9      | Londra        |
| 6-10-2015  | Canada ‒ Romania  | 15-17     | Milton Keynes |
| 11-10-2015 | Italia ‒ Romania  | 32-22     | Exeter        |
| 11-10-2015 | Francia ‒ Irlanda | 9-24      | Cardiff       |

#### Classifica
| Pos | Squadra | G | V | N | P | PF  | PS  | P±  | BP | PT |
| --- | ------- | - | - | - | - | --- | --- | --- | -- | -- |
| D1  | Irlanda | 4 | 4 | 0 | 0 | 134 | 35  | 99  | 2  | 18 |
| D2  | Francia | 4 | 3 | 0 | 1 | 120 | 63  | 57  | 2  | 14 |
| D3  | Italia  | 4 | 2 | 0 | 2 | 74  | 88  | −14 | 2  | 10 |
| D4  | Romania | 4 | 1 | 0 | 3 | 60  | 129 | −69 | 0  | 4  |
| D5  | Canada  | 4 | 0 | 0 | 4 | 58  | 131 | −73 | 2  | 2  |

## Play-off
|  | Quarti di finale    | Quarti di finale    | Quarti di finale    |                     |                     | Semifinali         | Semifinali         | Semifinali         |                    |                    | Finale             | Finale             | Finale             |                    |                    |
|  |                     |                     |                     |                     |                     |                    |                    |                    |                    |                    |                    |                    |                    |                    |                    |
|  | 17 ottobre, Londra  |                     |                     |                     |                     |                    |                    |                    |                    |                    |                    |                    |                    |                    |                    |
|  | B1                  | Sudafrica           | 23                  |                     |                     |                    |                    |                    |                    |                    |                    |                    |                    |                    |                    |
|  | A2                  | Galles              | 19                  |                     |                     | 24 ottobre, Londra | 24 ottobre, Londra | 24 ottobre, Londra | 24 ottobre, Londra | 24 ottobre, Londra |                    |                    |                    |                    |                    |
|  |                     |                     |                     |                     |                     | Sudafrica          | 18                 |                    |                    |                    |                    |                    |                    |                    |                    |
|  | 17 ottobre, Cardiff | 17 ottobre, Cardiff | 17 ottobre, Cardiff | 17 ottobre, Cardiff |                     |                    | Nuova Zelanda      | 20                 |                    |                    |                    |                    |                    |                    |                    |
|  | C1                  | Nuova Zelanda       | 62                  |                     |                     |                    |                    |                    |                    |                    |                    |                    |                    |                    |                    |
|  | D2                  | Francia             | 13                  |                     |                     |                    |                    |                    |                    |                    | 31 ottobre, Londra | 31 ottobre, Londra | 31 ottobre, Londra | 31 ottobre, Londra | 31 ottobre, Londra |
|  |                     |                     |                     |                     |                     |                    |                    |                    |                    |                    |                    | Nuova Zelanda      | 34                 |                    |                    |
|  | 18 ottobre, Cardiff | 18 ottobre, Cardiff | 18 ottobre, Cardiff | 18 ottobre, Cardiff | 18 ottobre, Cardiff |                    |                    |                    |                    |                    |                    | Australia          | 17                 |                    |                    |
|  | D1                  | Irlanda             | 20                  |                     |                     |                    |                    |                    |                    |                    |                    |                    |                    |                    |                    |
|  | C2                  | Argentina           | 43                  |                     |                     | 25 ottobre, Londra | 25 ottobre, Londra | 25 ottobre, Londra | 25 ottobre, Londra | 25 ottobre, Londra |                    | Finale 3º posto    | Finale 3º posto    | Finale 3º posto    |                    |
|  |                     |                     |                     |                     |                     | Argentina          | 15                 |                    | 30 ottobre, Londra | 30 ottobre, Londra | 30 ottobre, Londra | 30 ottobre, Londra | 30 ottobre, Londra |                    |                    |
|  | 18 ottobre, Londra  | 18 ottobre, Londra  | 18 ottobre, Londra  | 18 ottobre, Londra  |                     |                    | Australia          | 29                 |                    |                    |                    | Sudafrica          | 24                 |                    |                    |
|  | A1                  | Australia           | 35                  |                     |                     |                    |                    |                    |                    |                    | Argentina          | 13                 |                    |                    |                    |
|  | B2                  | Scozia              | 34                  |                     |                     |                    |                    |                    |                    |                    |                    |                    |                    |                    |                    |

### Quarti di finale
| Arbitro: | Wayne Barnes |

|                                |      |                      |
| F. du Preez 75’                | mt   | 18’ G. Davies        |
|                                | tr   | 18’ Biggar           |
| Pollard 9’, 13’, 17’, 21’, 62’ | c.p. | 15’, 47’, 64’ Biggar |
| Pollard 52’                    | drop | 40+1’ Biggar         |

| Arbitro: | Nigel Owens |

| |      |                       |
| Retallick 11’ Milner-Skudder 23’ J. Savea 29’, 38’, 59’ Kaino 50’ K. Read 64’ Kerr-Barlow 68’, 71’ | mt   | 36’ Picamoles         |
| Carter 11’, 23’, 29’, 59’, 64’, 68’, 71’                                                           | tr   | 36’ Parra             |
| Carter 7’                                                                                          | c.p. | 9’ Spedding 15’ Parra |

| Arbitro: | Jérôme Garcès |

|                              |      |                                       |
| Fitzgerald 26’ J. Murphy 44’ | mt   | 5’ Moroni 10’, 73’ Imhoff 67’ Tuculet |
| Madigan 26’, 44’             | tr   | 5’, 10’, 67’, 73’ Sánchez             |
| Madigan 20’, 53’             | c.p. | 13’, 22’, 51’, 64’, 77’ Sánchez       |

| Arbitro: | Craig Joubert |

|                                                             |      |                                   |
| Ashley-Cooper 9’ Mitchell 30’, 43’ Hooper 40’ Kuridrani 64’ | mt   | 18’ Horne 59’ Seymour 74’ Bennett |
| B. Foley 43’, 64’                                           | tr   | 18’, 74’ Laidlaw                  |
| B. Foley 54’, 80’                                           | c.p. | 14’, 21’, 34’, 47’, 69’ Laidlaw   |

### Semifinali
| Arbitro: | Jérôme Garcès |

|                                           |      |                      |
|                                           | mt   | 6’ Kaino 52’ Barrett |
|                                           | tr   | 6’, 52’ Carter       |
| Pollard 3’, 11’, 21’, 39’, 58’ Lambie 69’ | c.p. | 60’ Carter           |
|                                           | drop | 46’ Carter           |

| Arbitro: | Wayne Barnes |

|                                |      |                                        |
|                                | mt   | 2’ Simmons 10’, 32’, 72’ Ashley-Cooper |
|                                | tr   | 2’, 10’, 72’ B. Foley                  |
| Sánchez 7’, 24’, 36’, 45’, 55’ | c.p. | 48’ B. Foley                           |

### Finale per il 3º posto
| Arbitro: | John Lacey |

|                              |      |               |
| Pietersen 6’ Etzebeth 43’    | mt   | 80+1’ Orlandi |
| Pollard 6’                   | tr   | 80+1’ Sánchez |
| Pollard 14’, 33’, 40+1’, 48’ | c.p. | 52’ Sánchez   |
|                              | drop | 41’ Sánchez   |

### Finale
| Arbitro: | Nigel Owens |

| |              | |
| Milner-Skudder 39’ Nonu 42’ B. Barrett 80’ | mt           | 53’ Pocock 64’ Kuridrani |
| Carter 39’, 80’ | tr           | 53’, 64’ B. Foley |
| Carter 8’, 27’, 36’, 75’ | c.p.         | 14’ B. Foley |
| Carter 70’ | drop         | |
| · 52-62’ B. Smith · 64’ Milner-Skudder · 41’ C. Smith · Nonu · J. Savea · Carter · 71’ A. Smith · Moody · 64’ Coles · O. Franks · Retallick · Whitelock · 71’ Kaino · McCaw · K. Read | Formazioni   | · Folau · Ashley-Cooper · Kuridrani · Giteau 26’ · Mitchell 66’ · B. Foley · Genia · Sio 59’ · Moore 55’ · Kepu 59’ · Douglas 15’ · Simmons · Fardy 61’ · Hooper · Pocock |
| · 41’ S.B. Williams · 64’ Mealamu · 64’ Barrett · 71’ Kerr-Barlow · 71’ Vito | Sostituzioni | · Mumm 15’ · Beale 26’ · Polota-Nau 55’ · Slipper 59’ · Holmes 59’ · McCalman 61’ · Toomua 66’                                                                            |
| Steve Hansen | Allenatori   | Michael Cheika |

## Il post-torneo
Dal punto di vista finanziario, nonostante la precoce eliminazione della formazione di casa, World Rugby dichiarò un venduto di 2477805 biglietti, pari a circa il 98% della disponibilità totale di accessi.
Il fatturato generato dalla vendita dei biglietti ammontò a più di 250000000 £ (350000000 €), dei quali 80 destinati a World Rugby come ritorno dovuto dal Paese ospitante, e 15 alla RFU per lo sviluppo del rugby in Inghilterra.
Sotto l'aspetto dell'audience televisiva e telematica la Coppa del 2015 fu seguita da un miliardo di spettatori, con un incremento del 221% sul mercato televisivo asiatico e, più in generale, del 48% rispetto all'audience totale di quattro anni prima.
La competizione fu l'evento più visto nel 2015 in molti Paesi, tra cui in particolare Regno Unito, Irlanda, Francia e Nuova Zelanda.
La politica di World Rugby di favorire la trasmissione in chiaro dell'evento laddove possibile ebbe ritorni positivi in termini di audience in Paesi come Brasile, Cuba, Cina e Paesi Bassi, che per la prima volta godevano della visione gratuita del torneo; in Germania, altra area free-to-air, si registrò un'audience-record (per il rugby) di 6400000 spettatori.
L'incontro di finale fu visto da un'audience stimata di 120 milioni di spettatori.
25 milioni di spettatori giapponesi assistettero alla vittoria della propria squadra contro Samoa intorno alla mezzanotte per via del fuso orario nove ore in anticipo su quello di Londra.
Circa 11600000 telespettatori britannici assistettero alla vittoria del Galles sull'Inghilterra, picco di audience per un incontro di rugby dai tempi della finale di Coppa del Mondo 2007 tra inglesi e sudafricani.
Durante il periodo della manifestazione furono registrate sul sito ufficiale rugbyworldcup.com 270 milioni di visualizzazioni uniche di filmati riguardanti highlight e interviste del dopogara.
Per quanto riguarda infine gli sviluppi sull'accesso alla disciplina, da sondaggi condotti nei sei mesi precedenti al torneo emerse come circa la metà dei giapponesi interessati al rugby fosse convinta che la Coppa del Mondo avesse contribuito alla crescita dello standard di gioco nel loro Paese; nel Regno Unito circa 2200000 persone espressero interesse al rugby, con una punta tra le donne del 55% che dichiararono preferenze per la Coppa del Mondo di rugby rispetto a un 35% di esse che preferiva il campionato mondiale di calcio.
La convinzione che la Coppa del 2015 fosse il punto di svolta verso la globalizzazione del rugby fu espressa dal britannico Guardian, che ne citò come eventi salienti la vittoria del Giappone sul Sudafrica, giudicata imprevista ma non casuale e la media spettatori di 51621 a incontro, dello stesso ordine di grandezza di quella rilevata al campionato mondiale di calcio 2014 in Brasile, 53592 paganti a gara, nonché altri fenomeni culturali significativi, come per esempio autoctoni che si fermavano a salutare e congratularsi con sconosciute famiglie giapponesi per la prestazione della nazionale del loro Paese contro il Sudafrica, oppure ragazze inglesi che per la prima volta sulla spiaggia di Brighton si esercitavano nel recupero palla in touche; anche il record assoluto d'affluenza del torneo (89267 spettatori) rilevato in una gara non di primo piano come Irlanda ‒ Romania in uno degli stadi calcistici più famosi del mondo, Wembley, furono letti dal quotidiano britannico come segni, lenti ma ormai in corso, di cambiamento nella geografia della disciplina.
Sotto il profilo dell'impatto economico della competizione sull'economia del Regno Unito, uno studio di Ernst & Young per World Rugby suggerisce che essa abbia generato un giro d'affari di circa 2,3 miliardi di sterline dei quali 855 milioni diretti (derivanti dalle spese dei turisti in trasporti, alberghi, musei, ristoranti ed esercizi commerciali, nonché investimenti sulle infrastrutture), 665 indiretti (incremento di valore della produzione su tutta la filiera di approvvigionamento) e 747 indotti (l'accresciuto potere d'acquisto dei salariati).

## Statistiche
Come nel 1999 con Gonzalo Quesada, ad aggiudicarsi la classifica individuale dei migliori marcatori di punti fu un argentino, il mediano d'apertura Nicolás Sánchez, che ne mise a segno 97 in tutto il torneo precedendo il sudafricano Handré Pollard fermo a 93 e la coppia australasiana Bernard Foley e Dan Carter a 82.
Il metaman della competizione fu invece il neocampione del mondo neozelandese Julian Savea con 8 marcature, seguito a 6 dal suo compagno di squadra Nehe Milner-Skudder e a 5 da un quartetto composto dall'argentino Juan Imhoff, dai sudafricani Bryan Habana e JP Pietersen e dal gallese Gareth Davies.
Il citato Habana, con tali 5 realizzazioni, le ultime 3 delle quali nella fase a gironi contro gli Stati Uniti, eguagliò il record di Jonah Lomu di 15 mete marcate nella storia della Coppa del Mondo e, a livello assoluto, eguagliò David Campese al secondo posto della classifica di mete internazionali con 64.
Singolarmente, le 8 mete di Julian Savea gli permisero di eguagliare il record di marcature in una singola edizione, realizzato proprio dai citati Lomu nel 1999 e Habana nel 2007.

## Copertura televisiva
La copertura fu assicurata su tutti e cinque i continenti: nel Regno Unito fu garantita da ITV e, in lingua gallese, anche da S4C.
Gran parte del mondo francofono fu servito da TF1 e Canal+ France, che coprirono Francia metropolitana e d'oltremare, Belgio, Lussemburgo, Svizzera e Andorra; in Repubblica d'Irlanda furono TV3 (oggi Virgin Media) e Setanta a trasmettere, sia in diretta che in differita, la Coppa del Mondo.
Sky trasmise tutti gli incontri in Italia e, fuori dai Paesi del Sei Nazioni, ESPN garantì la diffusione in tutta l'America Latina con le sue reti ESPN Sur (in lingua spagnola) ed ESPN Brazil (in portoghese); Fox Sports trasmise l'evento per l'audience australiana e Sky NZ per quella neozelandese e, infine, SuperSport diffuse le gare in Sudafrica.